# Гиппенрейтер, Юлия Борисовна
Ю́лия Бори́совна Гиппенре́йтер (род. 25 марта 1930, Москва, СССР) — советский и российский психолог, специалист по экспериментальной психологии (психология восприятия, психология внимания, психофизиология движений), системной семейной психотерапии, нейролингвистическому программированию. Автор многочисленных публикаций по психологии. Кандидат педагогических наук (по психологии), доктор психологических наук, профессор.

## Биография

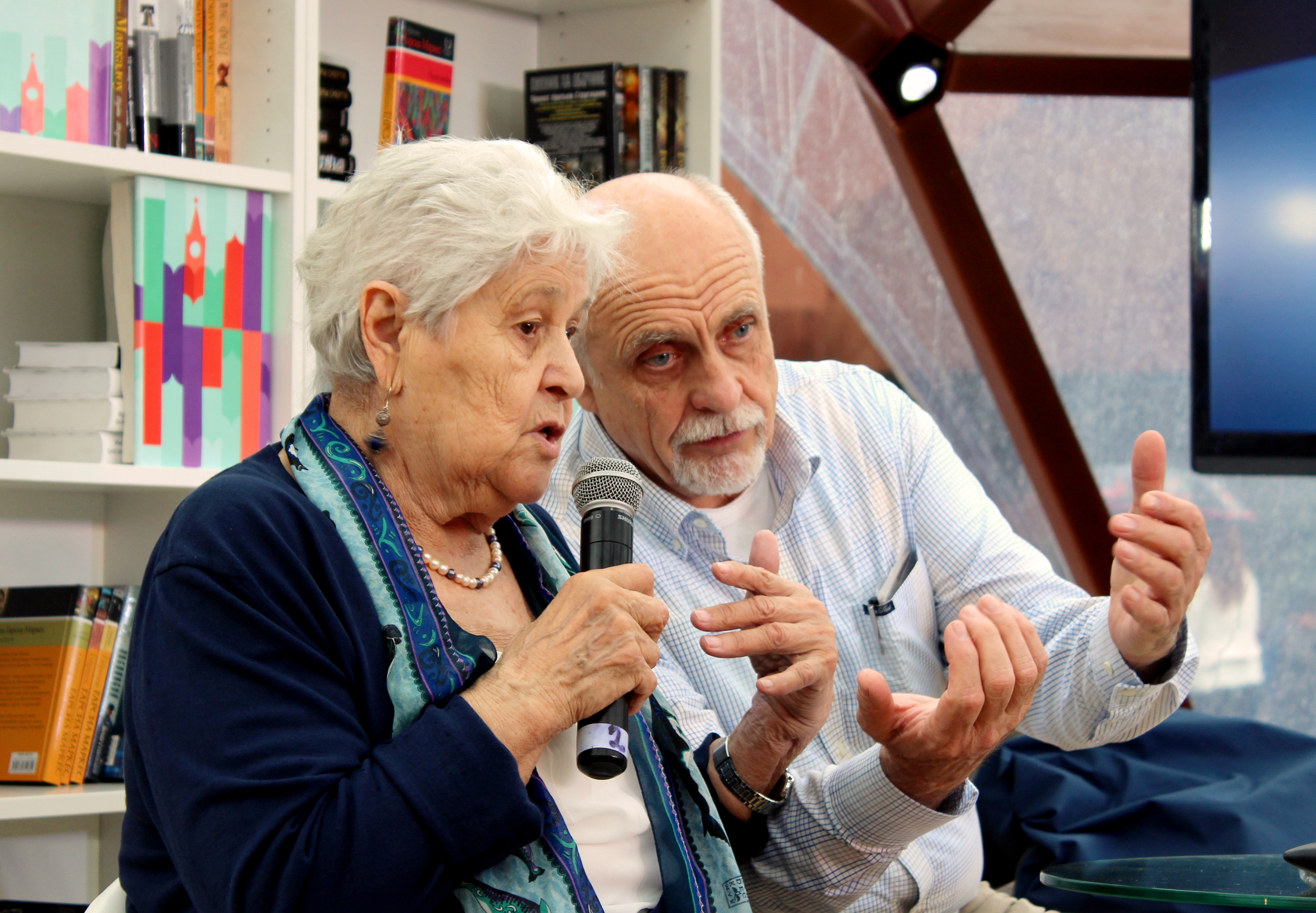
Ю. Б. Гиппенрейтер с мужем профессором А. Н. Рудаковым, 2015 г.

В 1953 году окончила отделение психологии философского факультета МГУ. 
В 1961 году в Научно-исследовательском институте психологии Академии педагогических наук РСФСР под научным руководством А. Н. Леонтьева защитила диссертацию на соискание учёной степени кандидата педагогических наук (по психологии) по теме «О восприятии высоты звука».
В 1975 году в МГУ имени М. В. Ломоносова защитила диссертацию на соискание учёной степени доктора психологических наук по теме «Роль движения глаз в деятельности человека» (специальность 19.00.01 «Общая психология, психология личности, история психологии»). 
В 1978 году присвоено учёное звание профессора. 
На данный момент (2010 год) является профессором кафедры общей психологии факультета психологии МГУ им. М. В. Ломоносова.

## Семья
Два брака. Первый муж — её двоюродный брат, Вадим Евгеньевич Гиппенрейтер, второй — математик Алексей Николаевич Рудаков. Имеет троих детей. Две старшие дочери — от первого брака, третий ребёнок — от второго.

## Научная деятельность
В своей кандидатской диссертации предлагает и апробирует новый метод измерения степени развития звуковысотного слуха, являющегося основой музыкального слуха человека, показывает, что в осложнённых условиях оценки высоты звуков разного тембра значительную помощь оказывает вокализация (внешняя и внутренняя) и обучение ей. Работа позволила обосновать предположение о том, что освоение ребёнком тембрового языка может тормозить развитие музыкального слуха, из чего следует, что необходимо обращать специальное внимание на развитие музыкального слуха ребёнка в период освоения им русской речи (в возрасте 1-2 лет).
В работе «О движении человеческого глаза» изучены и описаны разнообразные виды движения глаз в контексте человеческой деятельности, описаны зависимости их характеристик от задач, в которые они включены.
Учебник Юлии Борисовны «Введение в общую психологию» является одним из основных учебных пособий по курсу психологии.

## Научные труды
Опубликовала более 75 научных работ.
- Гиппенрейтер, Ю. Б. Практикум по общей психологии. Учебник. — М., 1972.
- Гиппенрейтер, Ю. Б. О движении человеческого глаза. Монография. — М., 1978.
- Хрестоматия по психологии эмоций. / Под ред. Ю. Б. Гиппенрейтер. Вступ. ст. Ю. Б. Гиппенрейтер. М., 1983.
- Гиппенрейтер, Ю. Б. Введение в общую психологию. Курс лекций. — М.: АСТ, с 1988 по 2008 год. — 352 с. — общий тираж более 30 000 экз. — ISBN 978-5-17-049383-8.
- Психология памяти / Под ред. Ю. Б. Гиппенрейтер, В. Я. Романова. — 3-е издание, переработанное и дополненное. — М.: АСТ, 2008. — 656 с. — (Хрестоматия по психологии). — 7000 экз. — ISBN 978-5-17-048615-1.
- Психология индивидуальных различий / Под ред. Ю. Б. Гиппенрейтер, В. Я. Романова. — 3-е издание, переработанное и дополненное. — М.: АСТ, с 1982 по 2008 год. — 720 с. — 7000 экз. — ISBN 978-5-17-048614-4.
- Психология мышления / Под ред. Ю. Б. Гиппенрейтер, В. Ф. Спиридонова, М. В. Фаликман, В. В. Петухова. — 2-е издание, переработанное и дополненное. — М.: АСТ, 2008. — 672 с. — (Хрестоматия по психологии). — 7000 экз. — ISBN 978-5-17-048613-7.
- Психология внимания / Под ред. Ю. Б. Гиппенрейтер, В. Я. Романова. — 2-е издание, переработанное и дополненное. — М.: АСТ, 2008. — 656 с. — (Хрестоматия по психологии). — 7000 экз. — ISBN 978-5-17-053015-1.
- Психология личности / Под ред. Ю. Б. Гиппенрейтер, А. А. Пузырея, В. В. Архангельской. — М.: АСТ, 2009. — 624 с. — (Хрестоматия по психологии). — 4000 экз. — ISBN 978-5-17-057858-0.
- Психология мотивации и эмоций / Под ред. Ю. Б. Гиппенрейтер, М. В. Фаликман. — М.: АСТ:Астрель, 2009. — 704с. -(Хрестоматия по психологии). ISBN 978-5-17-058328-7 (ООО «Издательство АСТ») ISBN 978-5-271-23290-9 (ООО «Издательство Астрель»)
- Бейкер К., Гиппенрейтер, Ю. Б. Влияние сталинских репрессий конца 1930-х годов на жизнь семей в трёх поколениях // Теория семейных систем Мюррея Боуэна. Основные понятия, методы и клиническая практика. — М.: Когито-Центр, 2008. — С. 419—452. — 496 с. — (Современная психотерапия). — 2000 экз. — ISBN 978-5-89353-243-2.
- Гиппенрейтер, Ю. Б. Общаться с ребёнком. Как? — М.: АСТ, с 1994 по 2008 год. — 240 с. — общий тираж более 100 000 экз. — ISBN 978-5-271-15458-4.
- Гиппенрейтер, Ю. Б. [lib.aldebaran.ru/author/gippenreiter_yuliya/gippenreiter_yuliya_prodolzhaem_obshatsya_s_rebenkom_tak/gippenreiter_yuliya_prodolzhaem_obshatsya_s_rebenkom_tak__0.html Продолжаем общаться с ребёнком. Так?] — М.: АСТ, с 2008 по 2009 год. — 256 с. — общий тираж более 50 000 экз. — ISBN 978-5-17-053537-8.
- Гиппенрейтер, Ю. Б. У нас разные характеры... Как быть? — М.: АСТ, 2012. — 19 000 экз. — ISBN 9978-5-271-40901-1.
- Гиппенрейтер, Ю. Б. Чудеса активного слушания. — М.: АСТ, 2013. — 192 с. — 21 000 экз. — ISBN 978-5-17-081014-7.
- Гиппенрейтер, Ю. Б. Поведение ребёнка в руках родителей. — М.: АСТ, 2013. — 128 с. — 27 000 экз. — ISBN 978-5-17-082489-2.
- Гиппенрейтер, Ю. Б. Чувства и конфликты. — М.: АСТ, 2013. — 160 с. — 13 000 экз. — ISBN 978-5-17-081667-5.
- Гиппенрейтер, Ю. Б. Большая книга общения с ребёнком. — М.: АСТ, 2017. — 496 с. — 3000 экз. — ISBN 978-5-17-092653-4.